# Wiesenthaler Schweiz
Das Naturschutzgebiet Wiesenthaler Schweiz liegt im Wartburgkreis in Thüringen. Es erstreckt sich südlich des Kernortes Wiesenthal. Westlich des Gebietes verläuft die B 285 und nördlich die Landesstraße L 1026.

## Bedeutung
Das 38,3 ha große Gebiet mit der NSG-Nr. 145 wurde im Jahr 1990 unter Naturschutz gestellt. Es ist Teil des 14,55 km² großen FFH-Gebietes Ibengarten - Wiesenthaler Schweiz - Sommertal.